# Phil Margera
Phil Margera, född 13 juli 1957 i Concordville, Pennsylvania, är en amerikansk skådespelare. Han är pappa till Bam Margera och Jess Margera som är kända från Jackass, CKY och Viva la Bam. Gift med April Margera sedan 1976.